# Shterivka
Shterivka (en ucraniano: Штерівка; en ruso: Штеровка, romanizado: Shterovka) es un asentamiento urbano ucraniano perteneciente al óblast de Lugansk. Situado en el sureste del país, hasta 2020 era parte del área municipal de Krasni Luch, pero hoy es parte del raión de Rovenki y del municipio (hromada) de Jrustalni. Sin embargo, según el sistema administrativo ruso que ocupa y controla la región, Shterivka sigue perteneciendo al área municipal de Krasni Luch.
El asentamiento se encuentra ocupado por Rusia desde la guerra del Dombás, siendo administrado como parte de la de facto República Popular de Lugansk y luego ilegalmente integrado en Rusia como parte de la República Popular de Lugansk rusa.

## Geografía
Shterivka está a orillas del río Yulina, 20 km al sur de Jrustalni y 37 km al suroeste de Lugansk.

## Historia
Shterivka se mencionó por primera vez por escrito en 1723, fundada por el coronel serbio Piotr Shterich quien instaló allí su dacha. Más tarde fue el centro del vólost de Shterovka. 
El poder bolchevique se trasladó allí en noviembre de 1917, pero luego la región quedó en manos del Ejército Blanco durante la guerra civil rusa hasta finales de 1919.
Durante la Segunda Guerra Mundial, 287 habitantes parten hacia el frente y cien mueren. Shterivka fue ocupada en el otoño de 1941 por el ejército alemán. En 1942, los combatientes de la resistencia fueron fusilados y los residentes son deportados para trabajos forzados en Alemania. La región fue liberada en el otoño de 1943 por el Ejército Rojo.
La localidad fue elevada a la categoría de asentamiento de tipo urbano en 1938.
En verano de 2014, durante la guerra del Dombás, los separatistas prorrusos tomaron el control de Shterivka y desde entonces está controlado por la autoproclamada República Popular de Lugansk.

## Demografía
La evolución de la población entre 1859 y 2022 fue la siguiente:
| 798                                                           | 646 | 1919 | 1273 | 1273 | 1234 | 1216 |
| (Fuente: Cities & Towns of Ukraine y UKRAINE: Größere Städte) |     |      |      |      |      |      |

Según el censo de 2001, la lengua materna de la mayoría de los habitantes, el 63,86%, es el ucraniano; del 35,91% es el ruso.

## Economía
La mayoría de los residentes trabajan en la ciudad de Petrovo-Krasnosilia.

## Infraestructura

### Transporte
El pueblo está a 7 km de la estación de tren de Petrovenka en la línea Chornújine-Dolzhánskaya.